# Littleton (Maine)
Littleton és una població dels Estats Units a l'estat de Maine (EUA). Segons el cens del 2000 tenia 955 habitants.

## Demografia
Segons el cens del 2000, Littleton tenia 955 habitants, 371 habitatges, i 273 famílies. La densitat de població era de 9,6 habitants/km².
Dels 371 habitatges en un 32,1% hi vivien nens de menys de 18 anys, en un 65,2% hi vivien parelles casades, en un 4,3% dones solteres, i en un 26,4% no eren unitats familiars. En el 20,8% dels habitatges hi vivien persones soles el 10,2% de les quals corresponia a persones de 65 anys o més que vivien soles. El nombre mitjà de persones vivint en cada habitatge era de 2,57 i el nombre mitjà de persones que vivien en cada família era de 2,93.
Per edats la població es repartia de la següent manera: un 23,6% tenia menys de 18 anys, un 8% entre 18 i 24, un 25% entre 25 i 44, un 27,4% de 45 a 60 i un 16% 65 anys o més.
L'edat mediana era de 40 anys. Per cada 100 dones de 18 o més anys hi havia 99,5 homes.
La renda mediana per habitatge era de 31.172 $ i la renda mediana per família de 35.759 $. Els homes tenien una renda mediana de 24.167 $ mentre que les dones 20.000 $. La renda per capita de la població era de 13.579 $. Entorn del 7,9% de les famílies i el 13,2% de la població estaven per davall del llindar de pobresa.